# ليونارد غاردنر
ليونارد غاردنر (بالإنجليزية: Leonard Gardner)‏ (3 نوفمبر 1933، ستوكتون في الولايات المتحدة)؛ كاتب سيناريو وروائي أمريكي.

## روابط خارجية
- ليونارد غاردنر على موقع IMDb (الإنجليزية)
- ليونارد غاردنر على موقع أول موفي (الإنجليزية)
- ليونارد غاردنر على موقع قاعدة بيانات الأفلام السويدية (السويدية)
- ليونارد غاردنر على موقع قاعدة بيانات الفيلم (الإنجليزية)
- ليونارد غاردنر على موقع كينوبويسك (الروسية)